# Rosemary Lassig
Rosemary Lassig   (Bundaberg, 10 d'agost de 1941 - Sydney, 1 de novembre de 2017), coneguda de casada com a Rosemary Lluka, fou una nedadora australiana, especialista en braça, que va competir durant les dècades de 1950 i 1960.
El 1960 va prendre part en els Jocs Olímpics d'Estiu de Roma, on disputà dues proves del programa de natació. Guanyà la medalla de plata en els 4x100 metres estils, formant equip amb Marilyn Wilson, Jan Andrew i Dawn Fraser, mentre en els 200 metres braça quedà eliminada en sèries. Durant la seva carrera guanyà nombrosos campionats nacionals i va establir múltiples rècords australians en proves de braça.
Va morir a Sydney l'1 de novembre de 2017 a causa de complicacions causades per la malaltia d'Alzheimer.